# Twierdzenie Goldstine’a
Twierdzenie Goldstine’a – twierdzenie mówiące, że obraz kuli jednostkowej {\displaystyle B_{X}} przestrzeni unormowanej {\displaystyle X} poprzez kanoniczne odwzorowanie w drugą przestrzeń sprzężoną {\displaystyle X^{**}}
{\displaystyle \kappa _{X}\colon X\to X^{**},\langle \kappa _{X}x,f\rangle =\langle f,x\rangle \quad (x\in X,f\in X^{*})}
jest gęsty w kuli jednostkowej {\displaystyle B_{X^{**}}} przestrzeni {\displaystyle X^{**}} w sensie *-słabej topologii (tzn. topologii {\displaystyle \sigma (X^{**},X^{*})}), tj.
{\displaystyle {\overline {\kappa _{X}(B_{X})}}^{\mathrm {w} ^{*}}=B_{X^{**}}.}
W szczególności, obraz samej przestrzeni {\displaystyle X} poprzez odwzorowanie {\displaystyle \kappa _{X}} jest gęsty w {\displaystyle X^{**}} w sensie *-słabej topologii.
Nazwa twierdzenia pochodzi od nazwiska Hermana Heine Goldstine’a, który udowodnił nieco mniej ogólną jego wersję w 1938 roku.

## Dowód
Z wypukłości kuli {\displaystyle B_{X}} oraz liniowości {\displaystyle \kappa _{X}} wynika, że obraz {\displaystyle \kappa _{X}(B_{X})} jest wypukłym podzbiorem {\displaystyle X^{**}.} Ponieważ {\displaystyle X^{**}} z *-słabą topologią jest przestrzenią liniowo-topologiczną, domknięcie {\displaystyle \kappa _{X}(B_{X})} jest również zbiorem wypukłym. Jako zbiór *-słabo domknięty w {\displaystyle B_{X^{**}},} z twierdzenia Banacha-Alaoglu, jest on *-słabo zwarty. Gdyby zbiór ten nie był całą kulą {\displaystyle B_{X^{**}},} to istniałby funkcjonał {\displaystyle \varphi \in B_{X^{**}},} który nie należy do domknięcia {\displaystyle \kappa _{X}(B_{X}).} Z twierdzenia o oddzielaniu istniałby wówczas funkcjonał {\displaystyle f\in X^{*}} oraz liczba {\displaystyle a>0} o tej własności, że
{\displaystyle \mathrm {Re} \,\langle \kappa _{X^{*}}f,\varphi \rangle >a>\sup {\big \{}\mathrm {Re} \,\langle \kappa _{X^{*}}f,x\rangle \colon x\in {\overline {\kappa _{X}(B_{X})}}^{\mathrm {w} ^{*}}{\big \}}=\sup {\big \{}|\langle \kappa _{X^{*}}f,x\rangle |\colon x\in {\overline {\kappa _{X}(B_{X})}}^{\mathrm {w} ^{*}}{\big \}}.}
Z drugiej jednak strony,
{\displaystyle {\begin{aligned}&\sup {\big \{}|\langle \kappa _{X^{*}}f,x\rangle |\colon x\in {\overline {\kappa _{X}(B_{X})}}^{\mathrm {w} ^{*}}{\big \}}\\={}&\sup {\big \{}|\langle x,f\rangle |\colon x\in {\overline {\kappa _{X}(B_{X})}}^{\mathrm {w} ^{*}}{\big \}}\\\geqslant {}&\sup {\big \{}|\langle x,f\rangle |\colon x\in \kappa _{X}(B_{X}){\big \}}\\={}&\sup {\big \{}|\langle f,x\rangle |\colon x\in B_{X}{\big \}}\\={}&\|f\|.\end{aligned}}}
To jednak prowadzi do sprzeczności, gdyż
{\displaystyle |\mathrm {Re} \,\langle \kappa _{X^{*}}f,\varphi \rangle |\leqslant |\langle \kappa _{X^{*}}f,\varphi \rangle |=|\langle \varphi ,f\rangle |\leqslant \|\varphi \|\cdot \|f\|\leqslant \|f\|}
(bo {\displaystyle \varphi } należy do {\displaystyle B_{X^{**}}}), ale
{\displaystyle \|f\|<\mathrm {Re} \,\langle \kappa _{X^{*}}f,\varphi \rangle }.